# Kasteel van Valdonne
Het Kasteel van Valdonne (Frans: Château de Valdonne) is een kasteel in de Franse gemeente Peypin. Het kasteel is een beschermd historisch monument sinds 1986.
Het 17e-eeuwse kasteel kwam in de 18e eeuw in het bezit van de familie Roux uit Marseille. Zij bezaten belangen in de steenkoolmijnen van Valdonne, een gehucht van Peypin. Jean-Baptiste Roux liet het kasteel verfraaien in 1740.
Het kasteel is in privébezit.